# Pedrinho Matador
Pedro Rodrigues Filho (Santa Rita do Sapucaí, 29 de outubro de 1954 – Mogi das Cruzes, 5 de março de 2023), conhecido como Pedrinho Matador, foi um assassino em série brasileiro.
É considerado o maior assassino em série do Brasil, tendo sido condenado a mais de 400 anos de prisão por matar 71 pessoas. No entanto, alegou ter matado mais de 100. Gostava de aumentar sua fama contando vários casos, que não se sabe se eram verídicos.

## Primeiros anos
Pedro nasceu numa fazenda em Santa Rita do Sapucaí, no sul de Minas Gerais, com o crânio ferido, resultado de violência doméstica praticada por seu pai, Pedro Rodrigues, que desferiu chutes na barriga da mãe durante uma briga.

## Crimes
Aos nove anos fugiu de casa e chegou a viver por um tempo com seus padrinhos em Santa Rita do Sapucaí, quando fugiu outra vez para São Paulo. Na capital paulista passou a cometer roubos no Centro e na Zona Leste da cidade. Quando completou onze anos, assassinou Jorge Galvão, traficante em Itaquera. O irmão e o cunhado de Galvão também foram mortos por Pedrinho.
Ainda menor de idade, Pedrinho já teria praticado homicídios. Segundo contava, cometeu o seu primeiro crime com 13 anos: após briga com um primo mais velho, teria o empurrado em uma prensa de moer cana, e depois o matado com um facão. Porém, não existe registro do narrado.
Pedrinho fugiu para Mogi das Cruzes, na Grande São Paulo, onde começou a roubar bocas-de-fumo e matar traficantes. Conheceu a viúva de um líder do narcotráfico, conhecida como Botinha, e foram morar juntos. Assumiu as tarefas ilícitas do ex-marido de Botinha e logo foi "obrigado" a eliminar alguns rivais, matando três deles. Morou em Mogi até sua companheira ser morta pela polícia. Pedrinho escapou dos policiais, mas não deixou a venda de drogas e acabou montando o próprio negócio.
Pedrinho foi preso em 1973, com 18 anos, após ser condenado a 128 anos de prisão. "Já matou na rua, no refeitório, na cela, no pátio e até no 'bonde' — o camburão, na linguagem dos bandidos", escreveu a revista Época.
Eram "pessoas que não prestavam", disse, referindo-se a estupradores e traidores. Afirmou ter degolado com uma faca sem fio um prisioneiro acusado do assassinato de sua irmã. "Era meu amigo, mas eu tive de matar", disse. Em seu braço esquerdo, trazia tatuada a frase "mato por prazer".

### Suposto homicídio do pai
Pedrinho afirmava que aos 20 anos matou o próprio pai, dentro da cadeia, em razão dele ter matado sua mãe com 21 golpes de facão. "Ele deu 21 facadas na minha mãe, então dei 22", disse numa entrevista para o jornalista Marcelo Rezende, da TV Record. "O povo diz que comi o coração dele. Não, eu simplesmente cortei, porque era uma vingança, não é? Cortei e joguei fora. Tirei um pedaço, mastiguei e joguei fora", explicou ainda. Ele também disse que tinha um revólver preso à cintura, mas que usou a peixeira. Perguntado como havia conseguido o revólver, disse que prendeu um policial numa cela e lhe tirou a arma.
O pesquisador Ulisses Campbel afirma que a história não é verídica: apesar de realmente ter matado a mãe de Pedrinho, o pai dele só morreu anos depois, dentro do sistema prisional, por doença respiratória.

## Prisão

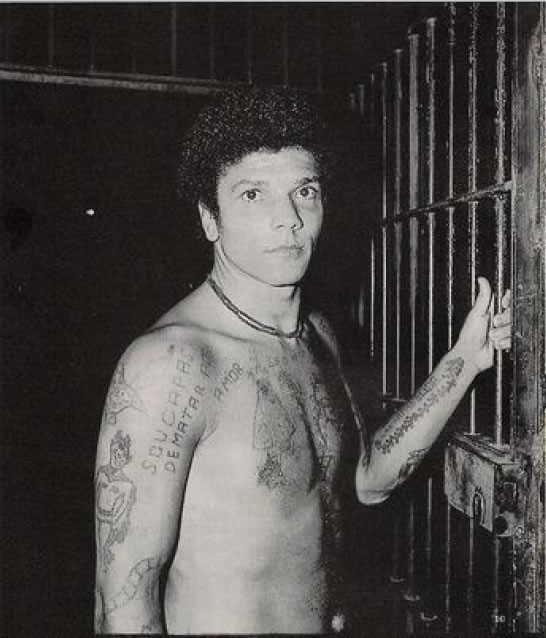
Pedrinho Matador na prisão, em 1991

### Primeira prisão
Pedrinho foi preso definitivamente em 24 de maio de 1973 e viveu na prisão por boa parte de sua vida adulta. Enquanto estava sendo transferido para o presídio, assassinou seu companheiro de viagem. Ambos estavam algemados, e ele matou o homem condenado por estupro.
Durante sua passagem pela penitenciária de Araraquara, foi acusado pelo juiz corregedor de ser um dos fundadores da suposta organização criminosa "Serpentes Negras". Após uma rebelião ocorrida em 1985, quando Pedrinho participou da morte de quatro detentos, foi transferido para a Casa de Custódia de Taubaté, considerado na época a mais segura do estado. Em 1986, uma reportagem do jornal O Estado de S. Paulo o apresentou como autor de quarenta homicídios até então. No ano seguinte, durante uma briga na Casa de Custódia, Pedrinho quase assassinou Hosmany Ramos.
Não tendo frequentado a escola, afirmava ter se alfabetizado na cadeia, onde teria lido livros como Negras Raízes ("o livro mais triste que eu li"), de Alex Haley, e a coleção de Sidney Sheldon.
Em 2003, apesar da condenação em 126 anos de prisão, esteve para ser solto, em razão do tempo máximo de pena possível, que na época era de 30 anos (em 2019, o artigo 75 do Código Penal passou a dispor 40 anos). No entanto, por causa dos crimes cometidos dentro dos presídios, que aumentaram sua pena para quase 400 anos, sua permanência na prisão foi prorrogada até 2007.

### Segunda prisão
Depois de ser solto em 2007, Pedrinho voltou a ser preso em 2011 pelos crimes de motim e cárcere privado, cometidos quando ainda estava detido em São Paulo.

## Liberdade

### Primeira liberdade
Após permanecer 34 anos na prisão, foi solto no dia 24 de abril de 2007. Informações da inteligência da Força Nacional de Segurança indicavam que ele havia se mudado para o Nordeste, mais precisamente para Fortaleza, no Ceará.
No dia 15 de setembro de 2011, a imprensa de Santa Catarina publicou que Pedrinho Matador havia sido preso numa casa na zona rural de Camboriú, onde trabalhava como caseiro. Segundo o telejornal RBS Notícias, ele teria que cumprir pena de 8 anos pelos crimes de motim e cárcere privado, cometidos quando estava detido em São Paulo.

### Segunda liberdade
Pedrinho voltou a ser solto em 2018, tendo se convertido ao cristianismo e se dizendo arrependido. Tinha então 64 anos de idade e havia ficado 42 anos preso. Na época também, ele criou um canal no YouTube e acompanhava a gravação de um documentário sobre sua vida. Andréia dos Santos, atriz e assistente de produção, chegou a descrevê-lo como "uma criança querendo voltar a viver".
"O crime não é brincadeira. Muitos estão entrando por verem os galhos [fama e dinheiro], não a raiz, prisão e morte. É como o diabo: dá com uma mão e tira com a outra. Tem muitos jovens que entram e, quando querem sair, já é tarde demais", disse à Folha de S.Paulo em 2018.

## Morte
Em 5 de março de 2023, aos 68 anos, Pedrinho foi assassinado em Mogi das Cruzes, Região Metropolitana de São Paulo, na Rua José Rodrigues da Costa, no bairro Jardim Náutico, em frente a residência de um familiar. Segundo apurações preliminares, dois homens com máscaras saíram de um carro e um deles atirou, atingindo o serial killer ao menos quatro vezes, além disso, ele foi degolado com uma faca de cozinha por um dos criminosos. O SAMU foi acionado, mas ele morreu no local. Foi sepultado no Cemitério São Salvador em Mogi das Cruzes.

## Modus operandi
Costumava usar uma faca, mas à revista Época disse que matou cerca de dez pessoas quebrando-lhes o pescoço.

## Motivação e perfil psicológico
A especialista brasileira em criminologia Ilana Casoy afirmou que Pedrinho não era um justiceiro, mas um vingador, por matar aqueles que ele considerava ser o pior na sociedade. Ela também afirmou que ele conseguia exercer fascínio nas pessoas, como reflexo de uma visão distorcida da sociedade, em que só 10% dos homicídios são resolvidos no Brasil. Ainda segundo a criminologista, o problema é que as vítimas de Pedrinho não tiveram direito a um advogado, como ele teve.
Os psiquiatras Antonio José Elias Andraus e Norberto Zoner Jr., que o avaliaram em 1982 para um laudo pericial, escreveram que a maior motivação de sua vida era "a afirmação violenta do próprio eu" e o diagnosticaram com "caráter paranoide e anti-socialidade".

## Na cultura popular
Pedrinho foi uma das inspirações para Dexter Morgan, o anti-herói protagonista da série de livros Dexter (2004), escrita por Jeff Lindsay, bem como sua adaptação para a série homônima (2006), de James Manos Jr. Nesta, ele é interpretado principalmente por Michael C. Hall, que ganhou um Globo de Ouro, além de cinco indicações para um Primetime Emmy Award. O ator reprisou Dexter na minissérie Dexter: New Blood (2021-22). O sucesso da série também levou Pedrinho a adquirir um apelido pela mídia internacional: "O Dexter brasileiro". Ele também foi a base para os personagens de Takumi Hijirihara e Shuji Fujigawa na série de mangá Danganronpa, em 2016, pelo criador da série Kazutaka Kodaka.
Por causa da lista de crimes e de seu comportamento na cadeia, Pedrinho Matador entrou para a lista de assassinos citada pela escritora Ilana Casoy no livro Serial Killers – Made in Brazil. A publicação conta histórias de assassinos como o Vampiro de Niterói e Chico Picadinho.